# 里奇蘭縣 (蒙大拿州)
里奇蘭縣（英語：Richland County）是美國蒙大拿州東部的一個縣，東鄰北達科他州。面積5,447平方公里。根據美國2000年人口普查，共有人口9,667人。治所西尼 (Sidney)。
成立於1914年。縣名的意思是「肥沃的土地」，是吸引移民之用。